# Grimme
La société Grimme Landmaschinenfabrik GmbH & Co. KG est une entreprise allemande de construction mécanique, dont le siège est situé à Damme dans la Basse-Saxe. Grimme est le leader mondial dans la fabrication d'arracheuses de pommes de terre, mais également depuis 2003, d'arracheuses de betteraves sucrières et de récolteuses de légumes. 

## Histoire

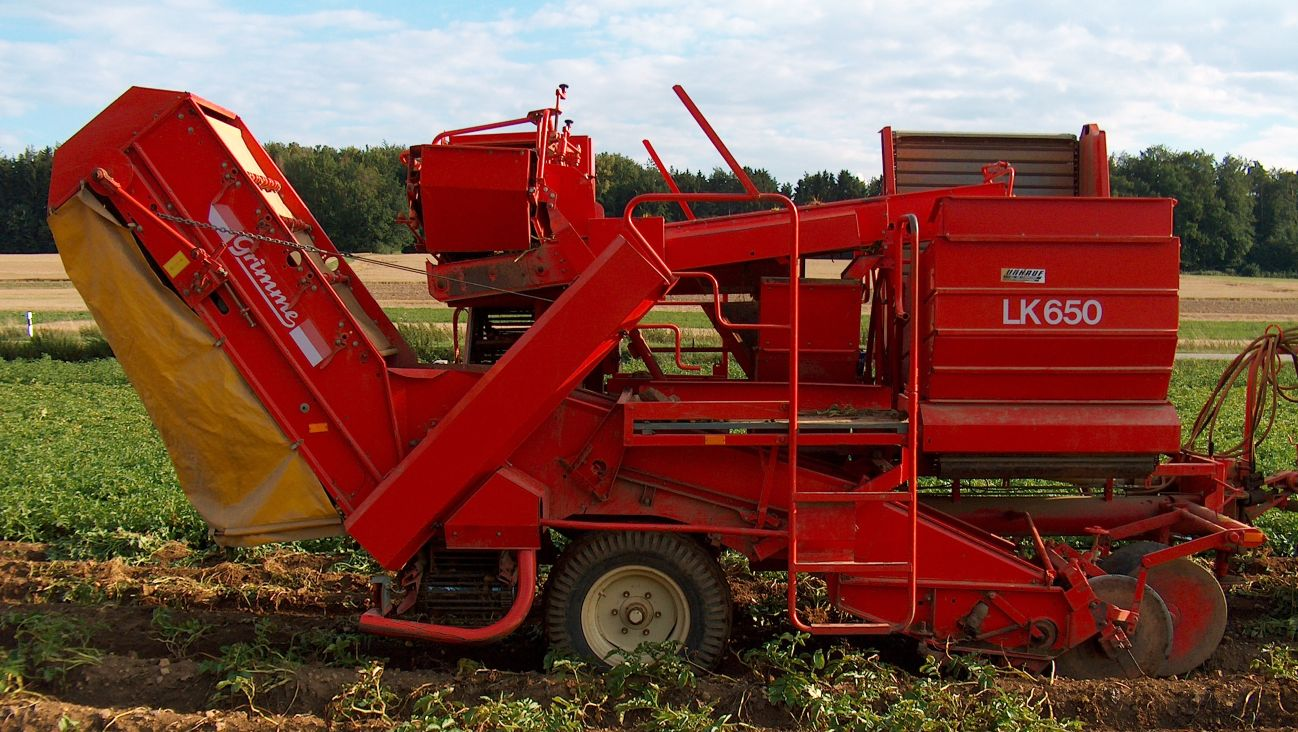
Arracheuse de pommes de terre Grimme

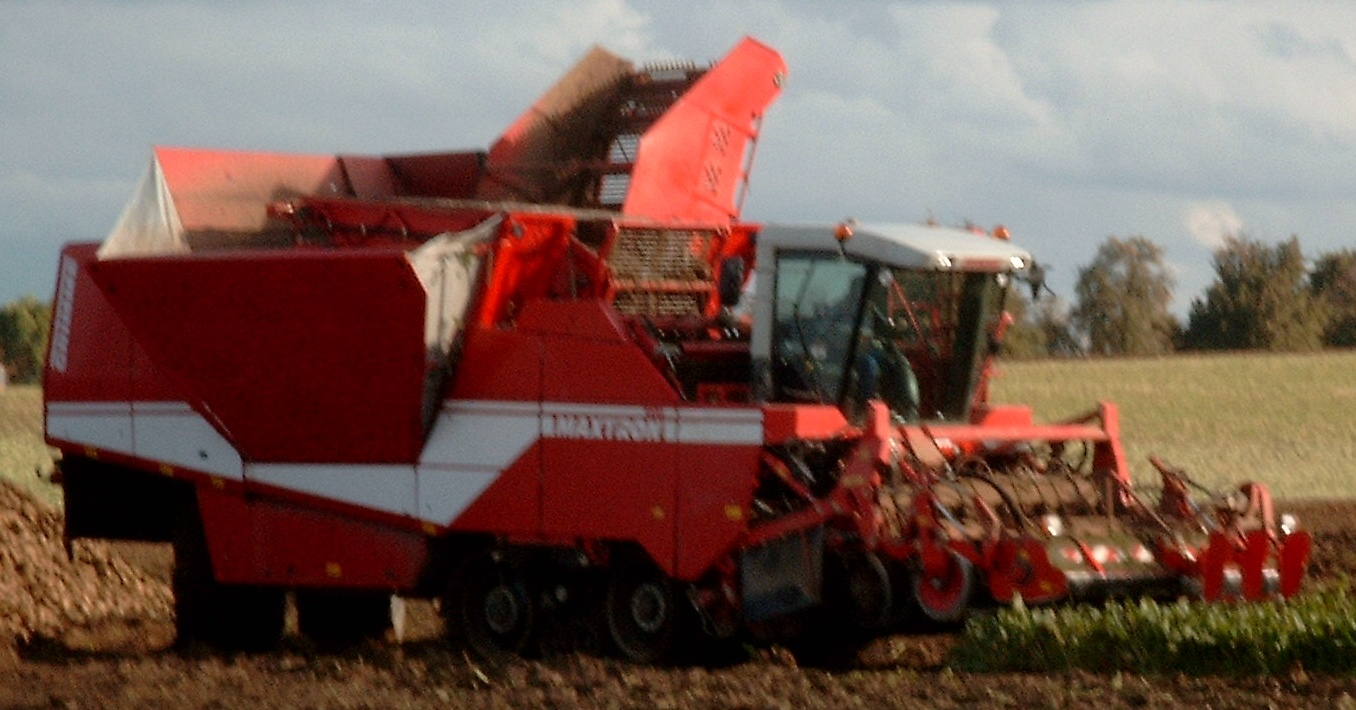
Arracheuse de betteraves Grimme Maxtron

L'entreprise familiale s'est développée à partir d'une société de forge fondée en 1861 par Franz Carl Heinrich Grimme. Son fils, Franz August, ainsi que son petit-fils, Franz August, ont appris le même métier. Ce dernier a pris la direction de l'entreprise en 1930, et s'est orienté vers l'automatisation et put concevoir en 1936, sa première machine - une planteuse de pommes de terre. Puis onze ans plus tard, en 1947, suivit la première arracheuse de pommes de terre. Jusqu'alors dédiée à la réparation de machines agricoles pour les agriculteurs de la région, l'entreprise s'est concentrée depuis 1956 sur la fabrication en série. Des 40 machines produites chaque année, 30 exemplaires sont exportés vers les Pays-Bas.
Il s'est ensuivi une augmentation d'environ 150 employés, notamment en 1966 avec le lancement de la production de l'arracheuse « Europa-Standard », qui devait se poursuivre jusqu'en 1985. Après le lancement  en 1969 de la première arracheuse de pommes de terre automotrice à un rang, suivit, cinq ans plus tard, la présentation du premier modèle au monde à deux rangs à transmission hydrostatique et avec une trémie de 3,5 tonnes de capacité.
Depuis le début des années 1970, Grimme a modifié son statut juridique pour devenir une GmbH & Co. KG, et intégré le fils de Franz Grimme comme dirigeant. Ce dernier n'est pas un forgeron, comme ses prédécesseurs, mais a reçu une formation dans la construction mécanique et l'administration des affaires. 

## Structure
Grimme emploie aujourd'hui plus de 1450 salariés dans le monde - dont 1165 sur le site de Damme. La société est filiale à 100 % de Grimme Holding GmbH & Co KG, qui comprend d'autres filiales. La société est active dans plus de 100 pays. Depuis 2002, Grimme a repris 100 % du capital de Spudnik Equipment Company LLC à Blackfoot (Idaho), leader du marché nord-américain pour la technologie de la pomme de terre. La société dispose de filiales de vente et de service en Angleterre, en France, en Pologne, au Danemark, aux Pays-Bas et en Russie. En 2009, ont été créées les filiales « Grimme Solutions » (services d'ingénierie) et « Ricon » (distribution de pièces de rechange), avec siège à Damme.